# ۲-اتیل۱-بوتانول
۲-اتیل۱-بوتانول (به انگلیسی: 2-Ethyl-1-butanol) یک ترکیب شیمیایی با شناسه پاب‌کم ۷۳۵۸ است. شکل ظاهری این ترکیب، مایع شفاف بی‌رنگ است.